# Miles Mentor
Майлз Ментор (англ. Miles Mentor) — британський літак зв'язку і навчальний літак часів Другої світової війни розроблений на базі Miles Nighthawk.

## Історія
В 1937 році Міністерство авіації видало специфікацію 38/37 на тримісний літак зв'язку з двигуном De Havilland Gipsy Six. Компанія Miles Aircraft запропонувала літак на базі свого успішного Miles Nighthawk, а також оснастила літак подвійними інструментами, фарами для нічної посадки і радіо. Такий набір інструментів дозволяв літаку використовуватись як навчальний літак для пілотів і радистів.
Перший прототип M.16 здійнявся в повітря 5 січня 1938 року і виявився значно важчим і повільнішим за свого попередника і ніж планувалось, тим не менше Міністерство авіації видало замовлення на 45 літаків які отримав власне ім'я «Ментор» (англ. Mentor).
Як і Miles Magister, серійні «Ментори» оснащувались «проти-штопорними» планками на фюзеляжі перед хвостом, а також збільшеним хвостом. «Ментори» інтенсивно використовувались протягом всієї війни і тільки один літак вцілів до закінчення війни. Він був проданий в цивільне використання в 1947 році, але був знищений під час аварії 1 квітня 1950 року.

## Тактико-технічні характеристики
Дані з Consice Guide to British Aircraft of World War II

### Технічні характеристики
- Екіпаж: 3 особи
- Довжина: 7,97 м
- Висота: 2,95 м
- Розмах крила: 10,6 м
- Площа крила: 16,81 м²
- Маса порожнього: 897 кг
- Максимальна злітна маса: 1229 кг
- Двигун: De Havilland Gipsy Six
- Потужність: 200 к. с. (149 кВт.)

### Льотні характеристики
- Максимальна швидкість: 251км/год (на рівні моря)
- Практична стеля: 4205 м